# Trichoglottis subviolacea
Trichoglottis subviolacea là một loài thực vật có hoa trong họ Lan. Loài này được (Llanos) Merr. miêu tả khoa học đầu tiên năm 1918.